# Denis Brodeur
Pour les articles homonymes, voir Brodeur.
Denis Brodeur (né le 12 octobre 1930 à Montréal, dans la province de Québec, au Canada — mort le 26 septembre 2013) est un photographe québécois de hockey sur glace après avoir connu une petite carrière de gardien de but.
Il est le père de Martin Brodeur, gardien de but et membre du temple de la renommée du hockey. Il a été le photographe officiel pour les Canadiens de Montréal pendant de nombreuses années et a copublié un livre intitulé Gardiens - Guardians of the Net en 1996, avec son fils Martin en couverture.

## Biographie
Il a aidé l'équipe canadienne à gagner la médaille de bronze aux Jeux olympiques de 1956 à Cortina d'Ampezzo en Italie.
En novembre 2006, la Ligue nationale de hockey a acquis les travaux de Denis Brodeur, qui se composent de plus de 110 000 images dont certaines sont âgées de 40 ans. Quelques-uns des noms légendaires de cette collection sont les frères Tony et Phil Esposito, Jean Béliveau, Gordie Howe, Wayne Gretzky, Mario Lemieux et Bobby Orr.
Le fonds d'archives de Denis Brodeur est conservé au centre d'archives de Montréal de Bibliothèque et Archives nationales du Québec.
Son image a été présentée sur une carte de hockey de la série Upper Deck Series One Hockey Young Guns Legend lors de la saison 2004-2005 de la LNH (année du lock-out).